# Xanthoparmelia kiboensis
Xanthoparmelia kiboensis är en lavart som först beskrevs av C. W. Dodge, och fick sitt nu gällande namn av Krog & Swinscow. Xanthoparmelia kiboensis ingår i släktet Xanthoparmelia och familjen Parmeliaceae.   Inga underarter finns listade i Catalogue of Life.